# Sein (psychanalyse)
Pour les articles homonymes, voir Sein (homonymie).
 (juillet 2018).
Si vous disposez d'ouvrages ou d'articles de référence ou si vous connaissez des sites web de qualité traitant du thème abordé ici, merci de compléter l'article en donnant les références utiles à sa vérifiabilité et en les liant à la section « Notes et références ».
Le sein est un concept central de la théorie psychanalytique de Melanie Klein.

## Objet partiel
Celle-ci suppose une vie psychique essentiellement fantasmatique, basée sur l'investissement de l'objet partiel, représenté par le sein.

### dedans/dehors
La limite corporelle dedans/dehors n'étant en effet pas établie, le bébé vit le sein comme à la fois intérieur et extérieur : Melanie Klein supposait que les fantasmes de l'enfant concernaient à la fois l'incorporation du sein et son utilisation comme lieu de décharge des fantasmes de haine. 

### Bon/mauvais
À travers un balancement de projection/introjection, le bébé se représente ainsi le sein comme empli de ses contenus haineux, et craint donc les représailles et le mauvais sein : le sein persécuteur.
Le sein est cependant aussi un bon objet : lorsqu'il gratifie et satisfait. Le bébé est alors serein, et introjecte la bonté du bon sein.

## Objet total
En tant qu'objet partiel, le sein est confondu avec la mère elle-même, la mère est le sein et vice-versa. Ce n'est qu'à l'approche de la position dépressive que le bébé considérera sa mère comme objet total.